# Batié (Burkina Faso)
Batié is een stad in Burkina Faso en is de hoofdplaats van de provincie Noumbiel.
Batié telde in 2006 bij de volkstelling 10.135 inwoners.